# Бурковское
Бурковское — деревня в Поназыревском районе Костромской области. Входит в состав Хмелёвского сельского поселения.

## География
Находится в восточной части Костромской области на расстоянии приблизительно 22 км на север по прямой от районного центра поселка Поназырево.

## Население
Постоянное население составляло 6 человек в 2002 году (русские 100 %), 3 в 2022.